# Teicophrys bolivari
Teicophrys bolivari är en insektsart som beskrevs av Marius Descamps 1977. Teicophrys bolivari ingår i släktet Teicophrys och familjen Episactidae. Inga underarter finns listade i Catalogue of Life.